# Kazushige Kuboki
Kazushige Kuboki (Japans: 窪木一茂, Kuboki Kazushige) (Ishikawa (Prefectuur Fukushima), 6 juni 1989) is een Japans baan- en wegwielrenner die sinds 2025 rijdt voor Aisan Racing Team.

## Palmares

### Baanwielrennen
| Jaar | JK                                                                  | AK | WK                                                                      | Overig                                                               |
| ---- | ------------------------------------------------------------------- | --- | ----------------------------------------------------------------------- | -------------------------------------------------------------------- |
| 2009 |                                                                     | 5e Scratch                                                                                              |                                                                         |                                                                      |
| 2010 |                                                                     | 6e Scratch                                                                                              |                                                                         |                                                                      |
| 2011 |                                                                     | Achtervolging · Ploegenachtervolging · Ploegkoers                                                       |                                                                         |                                                                      |
| 2012 | Puntenkoers · Achtervolging                                         | |                                                                         |                                                                      |
| 2013 | Omnium                                                              | Ploegenachtervolging · Omnium                                                                           |                                                                         |                                                                      |
| 2014 | Omnium · Achtervolging · Puntenkoers                                | |                                                                         | Aziatische Spelen: · Ploegenachtervolging                            |
| 2015 |                                                                     | Ploegenachtervolging · 4e omnium                                                                        | 11e Puntenkoers                                                         |                                                                      |
| 2016 |                                                                     | Ploegenachtervolging · 4e Achtervolging                                                                 | 16e Omnium                                                              | Olympische Spelen: 14e omnium                                        |
| 2018 |                                                                     | |                                                                         |                                                                      |
| 2019 |                                                                     | Januari · ploegenachtervolging · koppelkoers · 6e puntenkoers · Oktober · ploegenachtervolging · omnium |                                                                         |                                                                      |
| 2020 |                                                                     | | 9e ploegenachtervolging                                                 |                                                                      |
| 2021 |                                                                     | | 5e scratch                                                              |                                                                      |
| 2022 | achtervolging · koppelkoers · scratch · puntenkoers · 6e afvalkoers | ploegenachtervolging · koppelkoers                                                                      | scratch · 7e koppelkoers · 9e ploegenachtervolging                      |                                                                      |
| 2023 | koppelkoers · achtervolging · scratch · omnium · 7e puntenkoers     | Achtervolging · koppelkoers · Ploegenachtervolging                                                      | Scratch · 8e ploegenachtervolging · 12e koppelkoers · 15e achtervolging | Aziatische Spelen: · omnium · ploegenachtervolging                   |
| 2024 | achtervolging · 4e 1km tijdrit                                      | koppelkoers · ploegenachtervolging                                                                      | Scratch · 4e ploegenachtervolging · 10e koppelkoers · 15e 1km tijdrit   | Olympische Spelen: 5e koppelkoers 6e omnium 10e ploegenachtervolging |

### Wegwielrennen
2007
 Aziatisch kampioenschap tijdrijden, junioren
8e etappe Ronde van Abitibi
2013
 Japans kampioenschap tijdrijden, elite
2014
Puntenklassement Ronde van Hokkaido
2015
 Japans kampioen op de weg, elite
2018
 Japans kampioen tijdrijden, elite
2019
8e etappe Ronde van Japan
2022
1e etappe Ronde van Kumano
2023
8e etappe Ronde van Japan

### Resultaten in voornaamste wedstrijden
| Jaar | Ronde van Italië | Ronde van Frankrijk | Ronde van Spanje |
| ---- | ---------------- | ------------------- | ---------------- |
| 2016 |                  |                     |                  |
| 2017 |                  |                     |                  |

| Jaar | Amstel Gold Race |
| ---- | ---------------- |
| 2016 | opgave           |
| 2017 |                  |

## Ploegen
- 2012 –  Matrix Powertag (vanaf 1-9)
- 2013 –  Matrix Powertag
- 2014 –  Team Ukyo
- 2015 –  Team Ukyo
- 2016 –  Nippo-Vini Fantini
- 2017 –  Nippo-Vini Fantini
- 2018 –  Team Bridgestone Cycling
- 2019 –  Team Bridgestone Cycling
- 2020 –  Team Bridgestone Cycling
- 2021 –  Team Bridgestone Cycling
- 2022 –  Team Bridgestone Cycling
- 2023 –  Team Bridgestone Cycling
- 2024 –  Team Bridgestone Cycling
- 2025 –  Aisan Racing Team

Arredondo · Bagioli · Berlato · Bisolti · Canola · Cunego · De Negri · Filosi · Grosu · Ito · Kobayashi · Koishi · Kuboki · Marangoni · Marini · Nakane · Santaromita · Stacchiotti · Uchima · Bou (stagiair) · Cima (stagiair) · Nishimura (stagiair)
Chikatani · Harada · Hashimoto · Hori · Ichimaru · Imamura · Ishibashi · Kuboki · Okubo · Sawada